# Ignacio Zaragoza

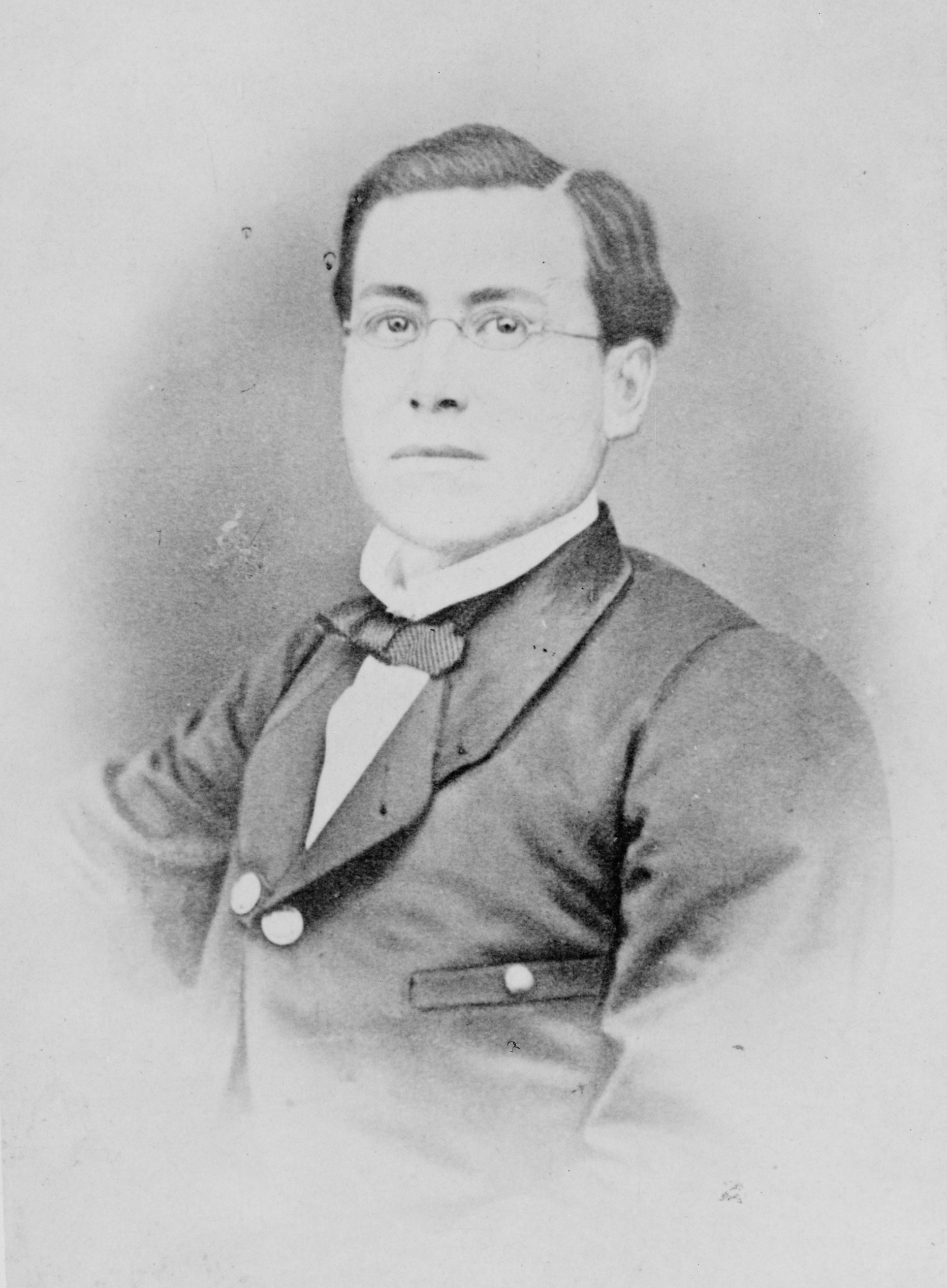
Ignacio Zaragoza

Ignacio Seguín Zaragoza (Presidio de Bahía del Espíritu Santo, 24 maart 1829 - Mexico-Stad, 8 september 1862) was een Mexicaanse generaal die vooral bekend is omdat hij op 5 mei 1862 de Franse troepen versloeg in de Slag bij Puebla. 
Zaragoza werd geboren in Presidio de la Bahía del Espíritu Santo (tegenwoordig Goliad in Texas). Hij studeerde aan het seminarie van Matamoros en verhuisde daarna naar Monterrey. In de jaren vijftig vocht hij in het leger van de liberale oppositie tegen dictator Antonio López de Santa Anna en tijdens de Hervormingsoorlog tegen de conservatieven, onder andere in de slag bij Calpulapan. In 1861 werd hij minister van oorlog in de regering van Benito Juárez. 
Zaragoza bevocht de Franse troepen van Napoleon III toen deze in 1862 Mexico binnenvielen. Hij leverde eerst de Slag bij Acultzingo op 28 april, maar was gedwongen zich terug te trekken. Hij verschanste zich bij Puebla de los Ángeles. Op 5 mei kwam het daar tot een treffen tussen de troepen van Zaragoza en die van de Franse generaal, de graaf van Lorencez. De Mexicanen wisten het beter bewapende en twee keer grotere Franse leger te verslaan. De Fransen werden gedwongen zich terug te trekken tot Orizaba. Vier dagen later verklaarde Juárez dat 5 mei, Cinco de Mayo, voortaan een nationale feestdag zou zijn.
Zaragoza stond er om bekend dat hij gewonde soldaten bezocht. Op een van die bezoeken werd hij besmet met de tyfus, waaraan hij op 8 september 1862 overleed.